# هادی باریک‌بین
هادی باریک‌بین (زاده ۱۳۰۹ – درگذشته ۱۹ فروردین ۱۳۹۶ در قزوین)، روحانی شیعه ایرانی بود. وی از سال ۱۳۶۰ تا ۱۳۹۳ نماینده ولی فقیه در استان قزوین و امام جمعه شهر قزوین بود. او همچنین سه دوره نمایندهٔ قزوین در مجلس خبرگان رهبری و نیز عضو مجلس خبرگان قانون اساسی بوده است.

## زندگی

### آغاز تحصیل
هادی باریک‌بین به سالِ ۱۳۰۹ در قزوین به دنیا آمد. پدر وی تاجر پوست بود. وی در قزوین پس از تحصیلات ابتدایی تحصیل علوم دینی را نیز آغاز کرد و سپس برای ادامه تحصیلات عالی در سال ۱۳۲۸ راهی قم شد. وی همچنین ۳ سال را در حوزه نجف گذراند. از استادان دروس عالی وی سید محمدحسین طباطبایی، حسین نوری همدانی، علی مشکینی، سید محمدباقر سلطانی، حسینعلی منتظری، میرز باقر زنجانی و سید روح‌الله خمینی بودند. وی در طول اقامت در قم به مدت ۲ سال از درس خارج اصول سید حسین بروجردی و سپس دروس خارج فقه و اصول سید روح‌الله خمینی بهره برد.

### فعالیت‌های سیاسی
وی در مبارزات انقلابی در قزوین نقش مؤثر داشت. او در سال ۱۳۶۰ امام جمعه قزوین شد.
نکته مهم در زندگی او برملا کردن موضوع انتخاب حسینعلی منتظری به عنوان جانشین روح‌الله خمینی در آبان ماه سال ۱۳۶۴ در نماز جمعه قزوین بود که از تیر همان سال این موضوع پس از تعیین حسینعلی منتظری، مخفی مانده بود.

### استعفا از امامت جمعه
وی در اسفندماه ۱۳۹۳ از امامت جمعه و نمایندگی ولی فقیه در استان قزوین استعفا داد. پس از استعفای او، در روز ۱۱ اسفند ۱۳۹۳، عبدالکریم عابدینی از سوی رهبر ایران به‌جای باریک‌بین منصوب شد.

## درگذشت
وی در ۱۶ فروردین ۱۳۹۶ در بیمارستانی در شهر قزوین بستری شد و سه روز بعد، یعنی در ۱۹ فروردین ۱۳۹۶ بر اثر عفونت ریه درگذشت.
به مناسبت درگذشت وی، سه روز عزای عمومی در قزوین اعلام شد.
سید علی خامنه‌ای، رهبر جمهوری اسلامی ایران، در ۲۰ فروردین ۱۳۹۶ در پیامی درگذشت وی را تسلیت گفت.